# Halina Micińska-Kenarowa
Halina Micińska-Kenarowa, z domu Krauze (ur. 18 maja 1915 r. w Kijowie, zm. 23 czerwca 1998 r. w Zakopanem) – pisarka, pedagog, wieloletnia dyrektorka Państwowego Liceum Technik Plastycznych w Zakopanem.

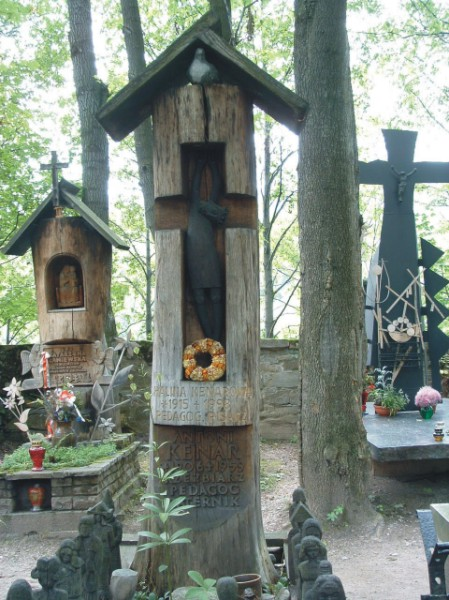
Grób Haliny Micińskiej-Kenarowej i Antoniego Kenara z rzeźbą Antoniego Rząsy

Urodziła się w Kijowie w inteligenckiej rodzinie. Jej rodzicami byli Leopold Krauze – lekarz i Zofia, z d. Głuska. Uczyła się w Liceum Krzemienieckim, a następnie w Gimnazjum im. Emilii Plater w Grodnie, gdzie w roku 1932 zdała maturę. Rozpoczęła studia romanistyczne na Uniwersytecie Warszawskim. W roku 1936 wyszła za mąż za swojego kuzyna Bolesława Micińskiego. Wojna zastała ich jako pracowników Polskiego Radia w Warszawie. Po klęsce wrześniowej udało się im przedostać do Paryża. Tutaj urodziła córkę Annę. Bolesław Miciński, chory na gruźlicę, zmarł w Laffrey koło Grenoble w 1943 roku. W 1947 roku Halina Micińska wróciła do kraju i wyszła za mąż za Antoniego Kenara. Kenarowie rozpoczęli pracę w Liceum Technik Plastycznych w Zakopanem. Antoni Kenar był nauczycielem rzeźby, natomiast Halina Kenar została dyrektorką. W tym też roku urodziła córkę Urszulę. W roku 1959 umarł Antoni Kenar. Halina Kenarowa nadal pracowała w szkole jako pedagog. W roku 1970 odeszła na emeryturę. Po ciężkiej chorobie zmarła w Zakopanem 23 czerwca 1998 roku. Została pochowana obok  Antoniego Kenara na Cmentarzu Zasłużonych na Pęksowym Brzyzku.

## Twórczość
- Dla domu, esej opublikowany w „Twórczości” w 1946
- Lusterko Marka Aureliusza, 1946
- Pod Górą Królowej Bony, Kraków 1963
- Od zakopiańskiej Szkoły Przemysłu Drzewnego do Szkoły Kenara. Studium z dziejów szkolnictwa zawodowo-artystycznego w Polsce, Kraków 1978
- Długi wdzięczności, Warszawa 2003